# Khagan
Pour l’article ayant un titre homophone, voir Kagan.

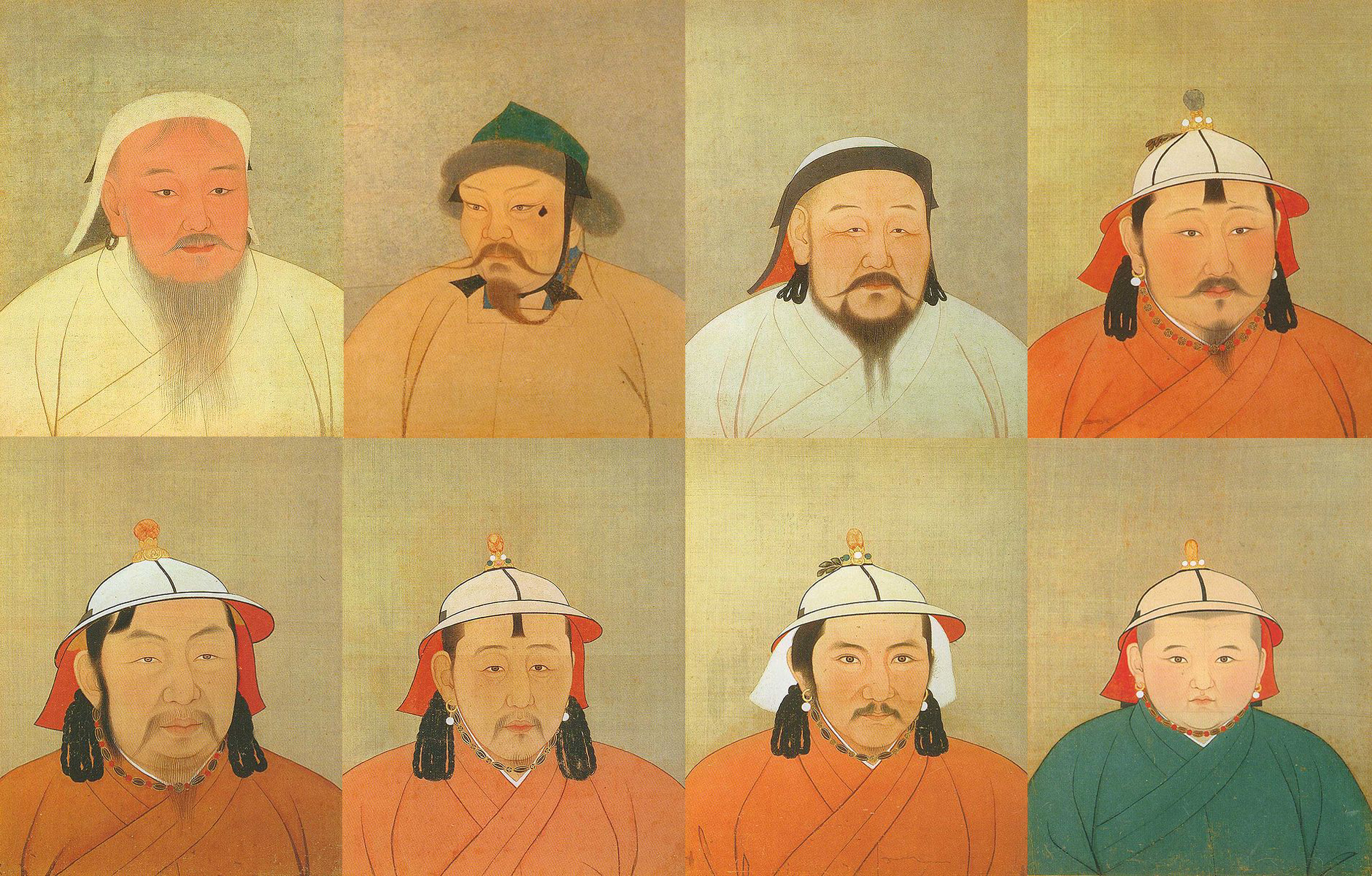
Huit de 15 Grands Khagans de l'Empire mongol. (De gauche à droite et de haut en bas). Gengis Khan, Ögedei Khan, Kubilai Khan, Temur Khan, Buyantu Khan, Külüg Khan, Jayaatu Khan Tugh Temur, Rinchinbal Khan

Khagan est un titre signifiant « Khan des khans » ou « Grand Khan », c'est-à-dire empereur, dans les langues mongoles, toungouses et turques. 
Ce titre est utilisé par différents empereurs des steppes, notamment par Gengis Khan (Tchingis Khagan) au début du XIIIe siècle, mais aussi par exemple par Attila au Ve siècle.

## Philologie

### Langues d'origine
Dans les différentes langues concernées, on trouve les formes graphiques suivantes :
- vieux turc : 𐰴𐰍𐰣 (alphabet de l'Orkhon), kağan ;
- mongol : ᠬᠠᠭᠠᠨ, VPMC : qaɣan, cyrillique : хаан, MNS : khaan ;
- kazakh : Қаған (Qağan),
- mandchou : ᡥᠠᠨ ;
- chinois : 可汗 ; pinyin : kèhán

### Transcriptions latines
On rencontre d'autres formes orthographiques en caractères latins : khaân, kagan, kaghan, khaghan, qaghan, chagan, khâqân. 
Ce mot est transcrit en latin dès le VIe siècle par Grégoire de Tours, dans son Histoire des Francs, sous la forme gaganus, utilisée à propos du titre des chefs de l'empire hunnique du Ve siècle, notamment Attila. Dans sa traduction en français, François Guizot transcrit gaganus par chagan : « Le roi des Huns fit aussi beaucoup de présents au roi Sigebert ; on l’appelait le Chagan, ce qui est le nom de tous les rois de cette nation ». 
Au VIIIe siècle, Paul Diacre, dans son Histoire des Lombards, utilise la forme cacanus.
Au XIIIe siècle, Guillaume de Rubrouck et Marco Polo, qui séjournent en Chine, écrivent « caan » ou « kaan ».

## Institution
Le khagan est à la tête d'un khaganat (empire), entité plus importante qu'un khanat, dirigé par un khan et comparable à un royaume. 
Comme tous les khans, le khagan est élu par le Qurultay, en général parmi les descendants des précédents khans.

## Histoire
Le titre de khagan est utilisé par différents empereurs des steppes, notamment par Gengis Khan (Tchingis Khagan) au début du XIIIe siècle.
Les Avars, les Proto-Bulgares, les Khazars (khâqân khazar), les Mongols, entre autres, appellent leurs chefs de ce nom.